# Wolfgang Lucht

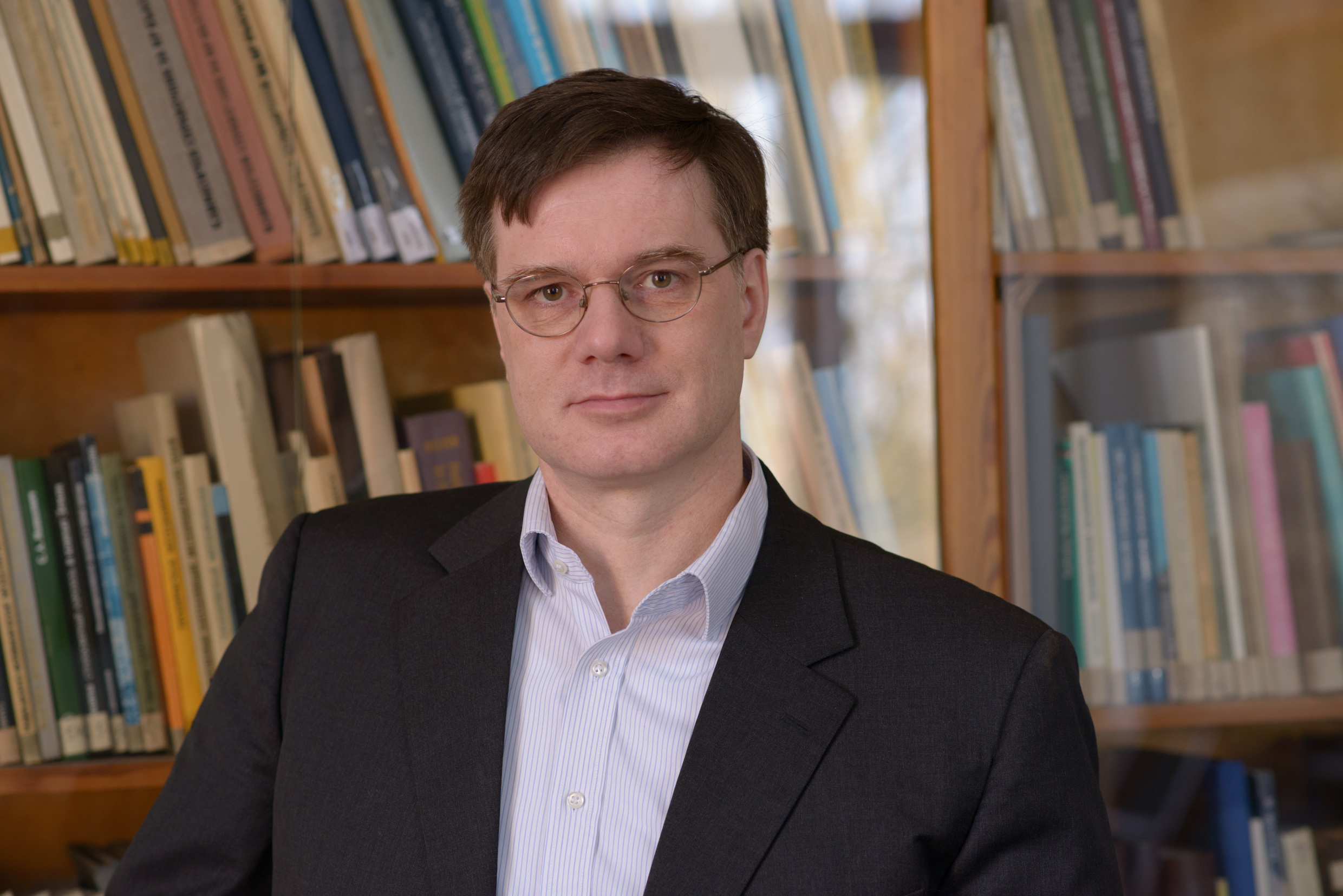
Wolfgang Lucht

Wolfgang Peter Lucht, geboren Wolfgang Wanner (* 30. Mai 1964 in Sindelfingen) ist ein deutscher Physiker und Geographieprofessor der Bereiche Klimaforschung, Erdsystemanalyse und Nachhaltigkeitswissenschaft. Er ist Chair der Abteilung Erdsystemanalyse am Potsdam-Institut für Klimafolgenforschung und hält am Geographischen Institut der Humboldt-Universität zu Berlin den Alexander von Humboldt Chair in Sustainability Science.
Im Juli 2016 wurde er zur Beratung der Bundesregierung in den Sachverständigenrat für Umweltfragen berufen. Wolfgang Lucht veröffentlichte bereits zahlreiche Publikationen zum Thema Nachhaltigkeit, Erdsystemanalyse und Klimawandel. Unter anderem wirkte er in mehreren Berichten des UN-Weltklimarates (IPCC) als Ko- und Leitautor mit.
Im Jahr 2018 wurde er Clarivate Analytics zu den meistzitierten Forschern der Welt gezählt.

## Leben
Wolfgang Lucht studierte an der Christian-Albrechts-Universität zu Kiel und legte 1990 sein Diplom im Fachbereich mathematischer Physik und 1993 seinen Doktor im Fachbereich extraterrestrischer Physik ab. Am selben Institut arbeitete er weiter als Postdoc, bevor er 1994 zum Center for Remote Sensing and Department of Geography (Boston University) wechselte. Dort war er bis 1998 als Projektleiter an der Entwicklung des NASA Satelliten MODIS beteiligt. Seit 1999 ist Wolfgang Lucht am Potsdam-Institut für Klimafolgenforschung angestellt, an welchem er bis 2007 unter anderem als Gruppenleiter tätig war. Von 2007 bis 2008 übernahm er dort die Leitung der Abteilung Earth System Analysis, welche er seit 2012 wieder innehat und von 2008 bis 2012 die Leitung der Abteilung Climate Impacts and Vulnerability. Von 2005 bis 2009 unterrichtete Wolfgang Lucht als Professor am Institut für Geoökologie der Universität Potsdam. Seit 2009 hält er den
Alexander von Humboldt Chair in Sustainability Science am Geographischen Institut der Humboldt-Universität zu Berlin inne. 2016 wurde er zur Beratung der Bundesregierung in den siebenköpfigen Sachverständigenrat für Umweltfragen berufen.

## Forschung
Wolfgang Lucht arbeitet und forscht zu verschiedenen Fragestellungen in Themenbereichen der Erdsystemanalyse und -modellierung, des Klimawandels und der
Nachhaltigkeitswissenschaften. Dabei behandelt er die Wechselwirkungen zwischen Mensch und Umwelt, sowie Auswirkungen des Klimawandels auf das System
Erde, die Transformation der Biosphäre durch den Menschen und Prozesse des Landnutzungswandels.

## Publikationen (Auswahl)
Artikel in Fachzeitschriften (als Erstautor)
- Wolfgang Lucht, S. Schaphoff, T. Erbrecht, U. Heyder, W. Cramer: Terrestrial vegetation redistribution and carbon balance under climate change. In: Carbon Balance and Management. 1. Jahrgang, Nr. 6, 2006, S. 6, doi:10.1186/1750-0680-1-6.
- Wolfgang Lucht, I.C. Prentice, R.B. Myneni, S. Sitch, P. Friedlingstein, W. Cramer, P. Bousquet, W. Buermann, B. Smith: Climatic control of the high-latitude vegetation  greening trend and Pinatubo effect. In: Science. 296. Jahrgang, Nr. 5573, 2002, S. 1687–1689, doi:10.1126/science.1071828.
- Wolfgang Lucht, C. B. Schaaf, A. H. Strahler: An algorithm for the retrieval of albedo from space using semiempirical BRDF models. In: IEEE Transactions on Geoscience and Remote Sensing. 38. Jahrgang, Nr. 2, 2000, S. 977–998, doi:10.1109/36.841980.
- Wolfgang Wanner, A. H. Strahler, B. Hu, X. Li, C. L. Barker Schaaf, P. Lewis, J.-P. Muller, M. J. Barnsley: Global retrieval of bidirectional reflectance and albedo over land from EOS MODIS and MISR data: theory and algorithm. In: Journal of Geophysical Research: Atmospheres. 102. Jahrgang, D14, 1997, S. 17143–17162, doi:10.1029/96JD03295.
- Wolfgang Wanner, X. Li, A. H. Strahler: On the derivation of kernels for kernel-driven models of bidirectional reflectance. In: Journal of Geophysical Research: Atmospheres. 100. Jahrgang, D10, 1995, S. 21077–21090, doi:10.1029/95JD02371.

Artikel in Fachzeitschriften (als Ko-Autor)
- C. Werner, H.-P. Schmidt, D. Gerten, W. Lucht, C. Kammann: Biogeochemical potential of biomass pyrolysis systems for limiting global warming to 1.5° C. In: Environmental Research Letters. 13. Jahrgang, Nr. 4, 2018, S. 044036, doi:10.1088/1748-9326/aabb0e.
- J. Rockström, H. J. Schellnhuber, B. Hoskins, V. Ramanthan, P. Schlosser, G. Brasseur, O. Gaffney, C. Nobre, M. Meinshausen, J. Rogelj, W. Lucht: The world's biggest gamble. In: Earth's Future. 4. Jahrgang, Nr. 10, 2016, S. 465–470, doi:10.1002/2016EF000392.
- A. D. Friend, W. Lucht, T.T. Rademacher, R. M. Keribin, R. Betts, P. Cadule, P. Ciais, D. B. Clark, R. Dankers, P. Falloon, A. Ito, R. Kahana, Axel Kleidon, M. R. Lomas, K. Nishina, S. Ostberg, R. Pavlick, P. Peylin, S. Schaphoff, N. Vuichard, L. Warszawski, A. Wiltshire, F.I. Woodward: Carbon residence time dominates uncertainty in terrestrial vegetation responses to future climate and atmospheric CO2. In: Earth's Future. 4. Jahrgang, Nr. 10, 2014, S. 465–470.
- M. Fader, D. Gerten, M. Krause, W. Lucht, W. Cramer: Spatial decoupling of agricultural production and consumption: quantifying dependences of countries on food imports due to domestic land and water constraints. In: Environmental Research Letters. 8. Jahrgang, Nr. 1, 2013, S. 014046.
- S. Rost, D. Gerten, A. Bondeau, W. Lucht, J. Rohwer, and S. Schaphoff: Agricultural green and blue water consumption and its influence on the global water system. In: Water Resources Research. 44. Jahrgang, Nr. 9, 2008, doi:10.1029/2007WR006331.
- T. M. Lenton, H. J. Schellnhuber, B. Hoskins, V. Ramanthan, P. Schlosser, G. Brasseur, O. Gaffney, C. Nobre, M. Meinshausen, J. Rogelj, W. Lucht: Tipping elements in the Earth's climate system. In: Proceedings of the National Academy of Sciences. 105. Jahrgang, Nr. 6, 2008, S. 1786–1793.
- H. Haberl, K.-H. Erb, F. Krausmann, V. Gaube, A. Bondeau, C. Plutzar, S. Gingrich, W. Lucht, and M. Fischer-Kowalski: Quantifying and mapping the human appropriation of net primary production in earth's terrestrial ecosystems. In: Proceedings of the national Academy of Sciences. 104. Jahrgang, Nr. 31, 2007, S. 12942–12947.